# Mario Seidl
Mario Seidl, né le 8 décembre 1992, est un spécialiste autrichien du combiné nordique.

## Carrière
Sa première sélection en équipe nationale date de 2010 pour les Championnats du monde junior.
Il est champion d'Autriche 2011.
En février 2012 à Val di Fiemme, il fait sa première apparition en Coupe du monde. Il marque ses premiers points dans cette compétition lors de sa troisième course, la première de la saison 2012-2013 à Ramsau en terminant douzième après avoir dominé le saut à ski. Deux mois plus tard, il se classe cinquième et sixième des concours individuels d'Almaty puis septième à Oslo. 
À l'été 2015, il remporte sa première victoire dans le Grand Prix à Tschagguns.
Il obtient son premier podium par équipes en décembre 2016 à Lillehammer (3e). En février 2017, il monte sur deux podiums individuels à Pyeongchang, épreuves remportées par Johannes Rydzek. Il participe peu après à ses premiers Championnats du monde, où il confirme sa forme du moment avec une quatrième place individuelle et une médaille de bronze par équipes.
En 2018, il prend part aux Jeux olympiques de Pyeongchang, où il remporte la médaille de bronze au concours par équipes et prend la treizième place en individuel. Il est ensuite troisième d'une manche de Coupe du monde disputée à Holmenkollen.
Pour entamer la saison suivante, il surprend les favoris à Ruka, où il obtient son premier succès, grâce à une avance importante sur le saut, qu'il gère sur la portion de ski de fond. Après de multiples places dans le top dix dont une troisième place à Val di Fiemme, il revient sur la plus haute marche du podium en gagnant les Trois jours du combiné nordique en bougeant la hiérarchie le dernier jour à Chaux-Neuve. Il y bat Fabian Rießle et Franz-Josef Rehrl après quinze kilomètres et deux sauts, pour devenir deuxième au classement général de la Coupe du monde.
Aux Championnats du monde 2019, à Seefeld en Autriche, il est de nouveau quatrième en individuel grand tremplin et médaillé de bronze à l'épreuve par équipes.
À l'été 2019, il se blesse à l'entraînement à Planica, se rompant le ligament croisé, ce qui le rend indisponible pour l'hiver à venir.
En 2023, Mario Seidl fait une pause pendant sa carrière et se marie. A l'hiver 2023, il fait son retour à la compétition à Lillehammer après plusieurs mois de pause. Il avait en effet des problèmes et il a décidé de faire une pause de quelques mois pendant sa carrière.

## Palmarès

### Jeux olympiques d'hiver
| Épreuve / Édition   | Individuel     | Individuel     | Par équipes Grand tremplin |
| Épreuve / Édition   | Petit tremplin | Grand tremplin | Par équipes Grand tremplin |
| JO 2018 Pyeongchang | -              | 13e            | Bronze                     |
| JO 2022 Pékin       | -              | 13e            | -                          |

### Championnats du monde
| Épreuve / Édition        | Individuel     | Individuel     | Par équipes           | Par équipes           |
| Épreuve / Édition        | Petit tremplin | Grand tremplin | Grand tremplin Sprint | Petit tremplin Relais |
| Mondiaux 2017 Lahti      | 18e            | 4e             | -                     | Bronze                |
| Mondiaux 2019 Seefeld    | 7e             | 4e             | -                     | Déclassé              |
| Mondiaux 2021 Oberstdorf | -              | 12e            | -                     | Bronze                |

### Coupe du monde
- Meilleur classement général : 6e en 2017 et 2019.
- 8 podiums individuels : 2 victoires, 2 deuxièmes places et 4 troisièmes places.
- 2 podiums par équipes : 2 troisièmes places.

Palmarès au 25 mars 2021

#### Différents classements en Coupe du monde
| Année     | Classement général final |
| 2012-2013 | 24e                      |
| 2013-2014 | 31e                      |
| 2014-2015 | 31e                      |
| 2015-2016 | 16e                      |
| 2016-2017 | 6e                       |
| 2017-2018 | 11e                      |
| 2018-2019 | 6e                       |
| 2019-2020 | Blessé toute la saison   |
| 2020-2021 | 20e                      |
| 2021-2022 | 10e                      |
| 2022-2023 | 17e                      |

#### Détail des victoires
| Édition / Épreuve | Gundersen                  |
| 2018-2019         | Ruka Chaux-Neuve (3 jours) |

### Grand Prix d'été
- Il remporte le classement général en 2018 ;
- 7 victoires individuelles ;
- 1 victoire par équipes, avec Franz-Josef Rehrl, en 2018.

### Championnat d'Autriche
- Champion en 2011 à Bischofshofen.